# Julia Theres Held
Julia Theres Held (* 29. Juni 1977 in Bremen) ist eine deutsche Journalistin, Redakteurin und Fernsehmoderatorin.

## Leben
Julia Theres Held wurde als Tochter einer deutschen Mutter und eines algerischen Vaters in Bremen geboren.

## Ausbildung
Nach dem Abitur an der katholischen Privatschule Lender in Sasbach studierte Julia Theres Held Germanistik, Theater-, Film- und Fernsehwissenschaft sowie Öffentliches Recht an der Universität zu Köln, was sie mit dem Magister abschloss. Außerdem studierte sie für ein Semester Kommunikationswissenschaft an der UCLA sowie Islamwissenschaft und Nahostpolitik an der Universität Tel Aviv. An der Deutschen Journalistenschule (DJS) in München machte sie außerdem eine Ausbildung zur Journalistin, die sie 2005 abschloss.

## Karriere
Erste journalistische Erfahrungen sammelte Held beim WDR in Köln und der Süddeutschen Zeitung in München. Als Stipendiatin der Herbert Quandt-Stiftung arbeitete sie außerdem ein Jahr als freie Journalistin in Israel. Ab 2007 arbeitete Held als Redakteurin und Reporterin in der ZDF-Hauptredaktion Politik und Zeitgeschehen. Von 2011 bis 2021 moderierte Julia Theres Held in unregelmäßigen Abständen auf 3sat das auslandsjournal extra und von 2012 bis 2021 im Wechsel mit Andreas Klinner die ZDF-Nachrichtensendung heute – in Europa. Im Vorfeld der Europawahl reiste sie außerdem für das Magazin Europa Politix abwechselnd mit Andreas Klinner durch unterschiedliche europäische Länder, um über die Themen der Wahl zu berichten.
Seit Februar 2021 ist Held als Redakteurin und Reporterin in der ZDF-Redaktion Tagesmagazine Berlin im ZDF-Hauptstadtstudio in Berlin tätig.